# Coupe du monde des clubs de beach soccer 2012
Navigation
2011 2013
La Coupe du monde des clubs de beach soccer 2012 est la seconde édition du Mundialito de Clubes (ou Coupe du monde des clubs), une compétition mondiale de beach soccer ayant eu lieu entre le 12 et le 19 mai 2012, à la Arena Guarapiranga, à la Praia do Sol, à São Paulo, au Brésil qui peut accueillir 3500 personnes assises.

## Équipes participantes
Douze clubs participent à la compétition, soit deux de plus que l'année dernière.
- Al-Ahli Club
- FC Barcelone
- Boca Juniors
- SC Corinthians
- CR Flamengo
- Lokomotiv Moscou
- Milan BS
- Santos FC
- São Paulo FC
- Seattle Sounders FC
- Sporting CP
- Vasco da Gama

## Phase de groupes

### Répartition
Le tirage au sort a été effectué le 25 avril 2012.
| GROUPE A      | GROUPE B            | GROUPE C         |
| ------------- | ------------------- | ---------------- |
| Boca Juniors  | FC Barcelone        | Al-Ahli Club     |
| Milan BS      | CR Flamengo         | SC Corinthians   |
| Santos FC     | São Paulo FC        | Lokomotiv Moscou |
| Vasco da Gama | Seattle Sounders FC | Sporting CP      |

### Groupe A
| Clubs         | J | V | V+ | D | Bp | Bc | +/- | Pts |
| ------------- | - | - | -- | - | -- | -- | --- | --- |
| Santos FC     | 3 | 2 | 0  | 1 | 15 | 9  | +6  | 6   |
| Boca Juniors  | 3 | 2 | 0  | 1 | 11 | 11 | 0   | 6   |
| Vasco da Gama | 3 | 2 | 0  | 1 | 11 | 12 | -1  | 6   |
| Milan BS      | 3 | 0 | 0  | 3 | 9  | 14 | -5  | 0   |

| Qualifiés pour les quarts de finale |

| 13 mai 2012 | Vasco da Gama                                  | 3 - 7 (0 - 0, 2 - 5, 1 - 2) | Santos FC                                                                       | Praia do Sol, Arena Guarapiranga, São Paulo |  |
| 12:00       | O. Gil 20e · Bruno Xavier 23e · Mauricinho 26e |                             | 17e, 31e Rafinha Carioca · 18e, 21e Bruno Malias · 19e Rafinha · 22e, 35e Kuman |                                             |  |
| 12:00       | Rapport                                        |                             |                                                                                 |                                             |  |

| 13 mai 2012 | Milan BS                                         | 4 - 5 (3 - 3, 0 - 1, 1 - 1) | Boca Juniors                                                  | Praia do Sol, Arena Guarapiranga, São Paulo |  |
| 14:30       | Stankovic 5e · Palmacci 7e, 36e · R. Pasquali 8e |                             | 8e Dino Tambau · 9e, 11e S. Larreta · 24e Fred · 31e V. Lopez |                                             |  |
| 14:30       | Rapport                                          |                             |                                                               |                                             |  |

| 14 mai 2012 | Boca Juniors                                           | 3 - 5 (1 - 5, 2 - 0, 0 - 0) | Vasco da Gama                                   | Praia do Sol, Arena Guarapiranga, São Paulo |  |
| 16:30       | S. Larreta 10e · Dino Tambau 14e · L. Franceschini 22e |                             | 1re, 1re, 11e Bruno Xavier · 2e, 10e Mauricinho |                                             |  |
| 16:30       | Rapport                                                |                             |                                                 |                                             |  |

| 15 mai 2012 | Vasco da Gama                                 | 3 - 2 (1 - 1, 0 - 1, 2 - 0) | Milan BS                   | Praia do Sol, Arena Guarapiranga, São Paulo |  |
| 13:45       | Mauricinho 6e · B. Botelho 34e · Jorginho 35e |                             | 10e Juninho · 17e Palmacci |                                             |  |

| 15 mai 2012 | Santos FC                        | 2 - 3 (0 - 2, 1 - 1, 1 - 0) | Boca Juniors                                    | Praia do Sol, Arena Guarapiranga, São Paulo |  |
| 16:30       | Rafinha Carioca 15e · Sidney 36e |                             | 3e N. Bella · 9e C. Leguizamon · 13e S. Larreta |                                             |  |

### Groupe B
| Clubs               | J | V | V+ | D | Bp | Bc | +/- | Pts |
| ------------------- | - | - | -- | - | -- | -- | --- | --- |
| FC Barcelone        | 3 | 2 | 1  | 0 | 15 | 9  | +6  | 8   |
| CR Flamengo         | 3 | 2 | 0  | 1 | 8  | 5  | +3  | 6   |
| Seattle Sounders FC | 3 | 1 | 0  | 2 | 6  | 8  | -2  | 3   |
| São Paulo FC        | 3 | 0 | 0  | 3 | 8  | 16 | -8  | 0   |

| Qualifiés pour les quarts de finale |

| 12 mai 2012 | CR Flamengo             | 2 - 3 (0 - 1, 0 - 2, 2 - 0) | FC Barcelone                                  | Praia do Sol, Arena Guarapiranga, São Paulo |  |
| 11:45       | Pampero 27e · Souza 30e |                             | 12e J. Torres · 20e R. Amarelle · 23e Shishin |                                             |  |
| 11:45       | Rapport                 |                             |                                               |                                             |  |

| 12 mai 2012 | São Paulo FC                 | 2 - 3 (0 - 1, 2 - 1, 0 - 1) | Seattle Sounders FC                     | Praia do Sol, Arena Guarapiranga, São Paulo |  |
| 13:00       | D. Neumann 13e · Rafinha 17e |                             | 9e F. Cati · 23e M. Plata · 35e A. Ruiz |                                             |  |
| 13:00       | Rapport                      |                             |                                         |                                             |  |

| 14 mai 2012 | FC Barcelone                                                                                       | 10 - 5 (2 - 1, 2 - 1, 6 - 3) | São Paulo FC                                 | Praia do Sol, Arena Guarapiranga, São Paulo |  |
| 15:15       | C. Torres 2e, 15e, 26e · Shishin 4e, 28e, 32e · E. Eremeev 16e, 34e · Rui Mota 26e · B. Torres 31e |                              | 5e, 27e, 28e Rafinha · 16e, 26e Alan Freitas |                                             |  |
| 15:15       | Rapport                                                                                            |                              |                                              |                                             |  |

| 14 mai 2012 | CR Flamengo                        | 4 - 1 (1 - 1, 3 - 0, 0 - 0) | Seattle Sounders FC | Praia do Sol, Arena Guarapiranga, São Paulo |  |
| 17:45       | Souza 1re, 20e, 21e · Anderson 23e |                             | 10e Ali Karim       |                                             |  |
| 17:45       | Rapport                            |                             |                     |                                             |  |

| 15 mai 2012 | FC Barcelone                | 2 - 2 (a.p.) (0 - 0, 1 - 0, 0 - 1, 1 - 1) | Seattle Sounders FC        | Praia do Sol, Arena Guarapiranga, São Paulo |  |
| 12:30       | B. Torres 24e · Shishin 39e |                                           | 36e A. Ruiz · 38e M. Plata |                                             |  |
| 12:30       | R. Amarelle                 | Tirs au but 1 – 0                         | F. Farberhoff              |                                             |  |

| 15 mai 2012 | CR Flamengo            | 2 - 1 (1 - 0, 1 - 0, 0 - 1) | São Paulo FC | Praia do Sol, Arena Guarapiranga, São Paulo |  |
| 19:00       | Anderson 8e · Mena 18e |                             | 36e Rafinha  |                                             |  |

### Groupe C
| Clubs            | J | V | V+ | D | Bp | Bc | +/- | Pts |
| ---------------- | - | - | -- | - | -- | -- | --- | --- |
| SC Corinthians   | 3 | 2 | 0  | 1 | 15 | 9  | +6  | 6   |
| Lokomotiv Moscou | 3 | 2 | 0  | 1 | 11 | 8  | +3  | 6   |
| Sporting CP      | 3 | 2 | 0  | 1 | 10 | 9  | +1  | 6   |
| Al-Ahli Club     | 3 | 0 | 0  | 3 | 6  | 16 | -10 | 0   |

| Qualifiés pour les quarts de finale |

| 12 mai 2012 | Sporting CP                                             | 4 - 3 (0 - 1, 2 – 1, 2 - 1) | SC Corinthians                              | Praia do Sol, Arena Guarapiranga, São Paulo |  |
| 10:15       | Alan 14e · Madjer 19e · Belchior 30e · Fernando DDI 34e |                             | 5e Krashenninikov · 19e Klebinho · 36e Buru |                                             |  |
| 10:15       | Rapport                                                 |                             |                                             |                                             |  |

| 12 mai 2012 | Al-Ahli Club                  | 2 - 4 (0 - 1, 0 - 2, 2 - 1) | Lokomotiv Moscou                                     | Praia do Sol, Arena Guarapiranga, São Paulo |  |
| 14:15       | R. Al Mesaabi 29e · Borer 31e |                             | 11e D. Lima · 13e Leonov · 13e Chaïkov · 27e Makarov |                                             |  |
| 14:15       | Rapport                       |                             |                                                      |                                             |  |

| 13 mai 2012 | Sporting CP                              | 3 - 5 (1 - 2, 2 - 3, 0 - 0) | Lokomotiv Moscou                                                 | Praia do Sol, Arena Guarapiranga, São Paulo |  |
| 10:45       | Spaccarotella 2e · Alan 15e · Madjer 20e |                             | 1re Leonov · 6e Chaïkov · 14e Makarov · 18e D. Lima · 22e Barasa |                                             |  |
| 10:45       | Rapport                                  |                             |                                                                  |                                             |  |

| 13 mai 2012 | SC Corinthians | 9 - 3 (4 - 1, 0 - 1, 5 - 1) | Al-Ahli Club                                               | Praia do Sol, Arena Guarapiranga, São Paulo |  |
| 13:15       | Buru 3e · Juninho Alagoano 7e, 11e · Y. Al Araimi 11e · André 25e, 31e · Krashenninikov 28e · Marcelinho Carioca 36e |                             | 3e, 34e Datinha · 19e B. Mubarak · 35e (csc) R. Al Mesaabi |                                             |  |
| 13:15       | Rapport |                             |                                                            |                                             |  |

| 15 mai 2012 | SC Corinthians                        | 3 - 2 (1 - 0, 0 - 1, 2 - 1) | Lokomotiv Moscou   | Praia do Sol, Arena Guarapiranga, São Paulo |  |
| 15:15       | Juninho Alagoano 10e, 35e · André 36e |                             | 24e, 36e I. Borsuk |                                             |  |

| 15 mai 2012 | Sporting CP         | 3 - 1 (1 - 0, 1 - 0, 1 - 1) | Al-Ahli Club | Praia do Sol, Arena Guarapiranga, São Paulo |  |
| 17:45       | Madjer 3e, 19e, 28e |                             | 35e Datinha  |                                             |  |

## Phase finale

### Quarts de finale
| 16 mai 2012 | FC Barcelone              | 2 - 4 (0 - 0, 2 - 2, 0 - 2) | Sporting CP                                                      | Praia do Sol, Arena Guarapiranga, São Paulo |  |
| 13:30       | Shishin 15e · Eremeev 21e |                             | 14e Spaccarotella · 20e Fernando DDI · 36e Belchior · 36e Madjer |                                             |  |
| 13:30       | Report                    |                             |                                                                  |                                             |  |

| 16 mai 2012 | Boca Juniors                                                                | 6 - 6 (a.p.) (2 - 2, 3 - 3, 1 - 1, 0 - 0) | Lokomotiv Moscou                                                        | Praia do Sol, Arena Guarapiranga, São Paulo |  |
| 15:00       | Dino Tambau 3e, 15e, 29e · N. Bella 8e · S. Larreta 15e · C. Leguizamon 20e |                                           | 3e Chaïkov · 12e I. Borsuk · 16e, 19e Barasa · 23e Makarov · 35e Leonov |                                             |  |
| 15:00       | Report                                                                      |                                           |                                                                         |                                             |  |
| 15:00       | Fred · S. Larreta                                                           | Tirs au but 1 - 2                         | Leonov · Gorchinskiy                                                    |                                             |  |

| 16 mai 2012 | Santos FC                   | 3 - 6 (0 - 1, 0 - 1, 3 - 4) | CR Flamengo                                         | Praia do Sol, Arena Guarapiranga, São Paulo |  |
| 16:15       | Ricar 31e, 32e · Sidney 31e |                             | 3e, 21e, 30e Anderson · 29e, 32e Pampero · 34e Mena |                                             |  |
| 16:15       | Report                      |                             |                                                     |                                             |  |

| 16 mai 2012 | SC Corinthians | 0 - 1 (0 - 1, 0 - 0, 0 - 0) | Vasco da Gama | Praia do Sol, Arena Guarapiranga, São Paulo |  |
| 17:30       |                |                             | 12e Catarino  |                                             |  |
| 17:30       | Report         |                             |               |                                             |  |

### Demi-finales
| 18 mai 2012 | Sporting CP                                                                   | 7 - 10 (1 - 3, 1 - 4, 5 - 3) | Lokomotiv Moscou                                                                                          | Praia do Sol, Arena Guarapiranga, São Paulo |  |
| 17:30       | Belchior 12e · Rui Coimbra 14e · Madjer 27e, 28e, 31e · Fernando DDI 35e, 36e |                              | 7e, 18e Chaïkov · 12e, 12e, 15e Makarov · 14e, 35e D. Lima · 21e I. Borsuk · 26e Leonov · 36e Gorchinskiy |                                             |  |

| 18 mai 2012 | CR Flamengo                           | 3 - 2 (0 - 1, 2 - 0, 1 - 1) | Vasco da Gama        | Praia do Sol, Arena Guarapiranga, São Paulo |  |
| 19:15       | Bernardo Tell 16e, 21e · Benjamin 26e |                             | 2e, 28e Bruno Xavier |                                             |  |

#### Match pour la3eplace
| 19 mai 2012 | Sporting CP                                            | 4 - 5 (1 - 0, 2 - 2, 1 - 3) | Vasco da Gama                                               | Praia do Sol, Arena Guarapiranga, São Paulo |  |
| 8:45        | Belchior 6e · Fernando DDI 17e · Alan 24e · Madjer 30e |                             | 15e, 28e Catarino · 24e Mauricinho · 28e Gil · 29e Jorginho |                                             |  |

### Finale
| 19 mai 2012 | Lokomotiv Moscou                                                    | 6 - 4 (1 - 2, 1 - 0, 4 - 2) | CR Flamengo                               | Praia do Sol, Arena Guarapiranga, São Paulo |  |
| 10:15       | Gorchinskiy 11e, 23e · Shkarin 30e · Makarov 33e, 36e · D. Lima 34e |                             | 6e, 12e, 27e Benjamin · 35e Bernardo Tell |                                             |  |

## Récompenses individuelles
| Meilleur joueur                       |
| ------------------------------------- |
| Benjamin ( CR Flamengo)               |
| Meilleur buteur                       |
| Madjer ( Sporting CP) - 10 buts       |
| Meilleur gardien de but               |
| Vitaliy Sydorenko ( Lokomotiv Moscou) |